# Wisit Sasanatieng
Wisit Sasanatieng (tailandès วิศิษฏ์ ศาสนเที่ยง; RTGS: Wisit Satsanathiang; nascut l’1 de juny de 1963 és un director de cinema i guionista tailandès d'origen xinès. Més conegut pel seu colorit primer llargmetratge, Tears of the Black Tiger, es troba entre una "Nova onada" de directors tailandesos que inclouen Nonzee Nimibutr i Pen-Ek Ratanaruang.

## Biografia

### Inici de carrera
Wisit va estudiar a la Facultat d'Arts Decoratives de la Universitat Silpakorn, on va ser company de classe de Nonzee Nimibutr i escenògraf Ek Lemchuen.
Va començar com a director d'art a la Film Factory, on va treballar amb Pen-Ek Ratanaruang. Entre els anuncis de televisió dirigits per Wisit hi havia un colorit comercial per a Wrangler Jeans que comptava amb l'estrella de Black Tiger Chartchai Ngamsuan. Wisit continua treballant a Film Factory, fent anuncis (sobretot per a la cadena MK Restaurants hot pot a Tailàndia) per tal de complementar els seus ingressos entre fer llargmetratges. També és dibuixant i il·lustrador.
Wisit va entrar a la indústria del cinema com a guionista de dues de les pel·lícules de Nonzee, Dang Bireley's and Young Gangsters de 1997, ambientada a la Tailàndia dels anys 50, i el thriller de fantasmes, Nang Nak a 1999. Críticament, i a taquilla, les pel·lícules van ser un èxit i van marcar l'inici d'un moviment de "nova onada" a la indústria del cinema de Tailàndia.

### Tears of the Black Tiger
El debut al llargmetratge de Wisit va ser l'any 2000 amb l'atrevida i colorida Tears of the Black Tiger, un western que barreja gèneres. Amb un melodrama romàntic al seu nucli, la història inclou proscrits, baralles, passejades a cavall, fragments còmics i grans explosions. La pel·lícula va ser un homenatge a una època anterior del cinema tailandès: els drames contemplatius dels anys 50 del director pioner Rattana Pestonji, així com les pel·lícules d'acció "bombardejar les muntanyes, cremar les cabanes" dels anys seixanta que van protagonitzar Mitr Chaibancha. Un dels principals homes de l'era del cinema d'acció tailandès dels anys 60 i 70, Sombat Metanee, va prestar el seu talent a Tears of the Black Tiger, interpretant el líder proscrit, Fai.
Tears of the Black Tiger va ser la primera pel·lícula tailandesa que es va projectar al Festival de Cinema de Canes, on va ser al programa Un Certain Regard de 2001. Al Festival Internacional de Cinema de Vancouver de l'any 2000, va guanyar el premi Dragons & Tigers al millor director nou. Altres premis inclouen la millor direcció d'art al Festival Internacional de Cinema de Gijón l'any 2001 i un premi del jurat al Festival Internacional de Cinema Fantàstic de Puchon. També es va projectar al Festival Internacional de Cinema de Bangkok de 2006 com a part d'un homenatge a Sombat Metanee.
Als Estats Units els drets de distribució de la pel·lícula van ser comprats per Miramax Films, que va canviar el final i després el va deixar de banda indefinidament. El 2006, Magnolia Pictures va adquirir els drets nord-americans de la versió original de la pel·lícula, i li va donar una tirada limitada als cinemes estatunidencs el 2007 abans de llançar-la en DVD.

### Citizen Dog
El següent projecte de Wisit, Citizen Dog (2004), va ser una comèdia romàntica contemporània ambientada a Bangkok que va resultar ser encara més colorida que Tears of the Black Tiger. Basada en una novel·la escrita per Koynuch (Siripan Techajindawong), la parella i esposa de Wisit, i narrada pel cineasta compatriota Pen-Ek Ratanaruang, Citizen Dog explica la història de dos pagesos tailandesos que van a Bangkok per trobar feina i enamorar-se. Els crítics l'han comparat amb Amélie de Jean-Pierre Jeunet.
Els drets de distribució fora d'Àsia van ser comprats per EuropaCorp de Luc Besson, i es va presentar a diversos festivals de cinema, inclosos el Festival de Cinema de Berlín, el Festival Internacional de Cinema de Toronto i el Festival Internacional de Cinema Asiàtic-Americà de San Francisco. La pel·lícula es va projectar comercialment a França el 2006.

### The Unseeable
El 2006, mentre treballava per desenvolupar alguns projectes futurs, Wisit va dirigir una pel·lícula de terror tailandesa de baix pressupost per a Five Star Production anomenada The Unseeable (Plantilla:Lang- th).
The Unseeable va suposar un canvi per a Wisit, que es va veure frenat per les preocupacions pressupostàries de les estilitzacions de les seves dues primeres pel·lícules. A més, The Unseeable va ser la primera pel·lícula que va dirigir però no va escriure, amb el guió de Kongkiat Khomsiri, un dels "Ronin Team" acreditat per dirigir l'èxit del thriller de terror tailandès, Art of the Devil 2.
Tot i que la paleta de colors estava considerablement silenciada, en comparació amb Tears of the Black Tiger iCitizen Dog, Wisit encara va poder deixar la seva empremta nostàlgica a The Unseeable fent-lo un homenatge a les pel·lícules de la dècada de 1930 i a les estrelles d'aquella època, com Bette Davis i Joan Crawford.
Les influències de la cultura pop tailandesa provenien de l'il·lustrador Hem Vejakorn, que va escriure una sèrie d'històries de fantasmes de les novel·les gràfiques de 10-satang dels anys 30 i 40. La referència va ser tan sorprenent que la Fundació Barom Khru, que diu supervisar les obres de Hem, va emetre un comunicat advertint Five Star Production que no violés els drets d'autor de l'obra de Hem. No obstant això, Wisit va dir que la pel·lícula no era una adaptació de cap de les obres de Hem, sinó que generalment estava inspirada en l'estil de Hem, que va acabar el rodatge l'agost de 2006 i es va estrenar el 2 de novembre de 2006.
A més d'una estrena a Tailàndia, The Unseeable també va tenir grans estrenes a Malàisia i Singapur, i es va projectar en diversos festivals de cinema, com ara el Festival Internacional de Cinema Fantastic de Brussel·les, Festival Internacional de Cinema de Bangkok de 2007 (competició de l'ASEAN) i el Festival Internacional de Cinema de Cinemanila.
També el 2006, Pen-Ek es va convertir en el tercer destinatari del Premi Silpathorn, un honor atorgat a artistes tailandesos contemporanis per l'Oficina d'Art i Cultura Contemporanis del Ministeri de Cultura.

### Norasinghavatar,Red Eagle
El 2007, Wisit va participar en el Projecte de curtmetratges en commemoració de la celebració en l'ocasió favorable del 80è aniversari de Sa Majestat el Rei, en què es van fer nou curtmetratges en honor al rei Bhumibol Adulyadej. Altres directors que van participar en el projecte van incloure els companys guanyadors del Silpathorn Award Pen-Ek Ratanaruang i Apichatpong Weerasethakul i el veterà cineasta Bhandit Rittakol.
Wisit va aportar Norasinghavatar, que presentava les seves imatges colorides i molt estilitzades, amb una barreja de dansa de màscares khon i joc d'espasa tailandès a dues mans. Tot i que la pel·lícula sembla ser una animació en 3D, en realitat és acció en directe, però completament estilitzada amb colors supersaturats a la postproducció.
Wisit va rebre un pressupost de 400.000 bahts (uns 10.000 dòlars EUA), però el cost del seu projecte va augmentar fins als 3 milions, a causa dels efectes especials i els costos de postproducció. "És un mal hàbit: no puc controlar els diners", va dir en una entrevista.
També el 2007, a l'American Film Market, es va anunciar que el proper projecte de Wisit per a Five Star Production seria Red Eagle, un reinici d'una sèrie de pel·lícules tailandeses dels anys 60 que protagonitzava Mitr Chaibancha com un superheroi emmascarat lluitador contra el crim. La sèrie de pel·lícules va acabar en tragèdia quan Mitr va ser assassinat el 1970 durant la realització de Golden Eagle. La nova pel·lícula hauria de començar la producció el març de 2008 protagonitzada per Ananda Everingham en el paper principal.

## Premis
- 2000 – Premi Dragons and Tigers, Festival Internacional de Cinema de Vancouver, Tears of the Black Tiger
- 2006 – Premi de la Crítica, Festival de Cinema Asiàtic de Deauville, Mah Nakorn
- 2006 – Premi de plata a la pel·lícula més innovadora, Premi de bronze a la millor pel·lícula asiàtica, FanTasia, Citizen Dog
- 2006 – Premi Silpathorn per a la realització de cinema, Oficina d'Arts i Cultura Contemporànies, Ministeri de Cultura de Tailàndia[8]
- 2007 - Premi NETPAC, Premis de Cinema Cavall d'Or, The Unseeable[9]

## Filmografia
- Dang Bireley's and Young Gangsters (2499 Antapan Krong Muang) (1997) (screenwriter)
- Nang Nak (1999) (guionista)
- Tears of the Black Tiger (Fah Talai Jone) (2000)
- Mah Nakhon (Citizen Dog) (2004)
- The Unseeable (2006)
- Norasinghavatar (Projecte de curtmetratges en commemoració de la celebració en l'ocasió favorable del 80è aniversari de Sa Majestat el Rei, 2007)
- The Red Eagle (2010)
- Armful (en desenvolupament)
- Nam Prix (en desenvolupament)
- Senior (2015)
- 10 Years Thailand (2018)
- Reside (สิงสู่, Singsoo) (2018)
- The Whole Truth (2021) (estrenada a Netflix)
- The Murderer (2023) (estrenada a Netflix)